# J.W.C. Dekking
Jacobus Wijnand Cornelis Dekking (Krimpen aan de Lek, 1 december 1898 – 5 maart 1973) was een Nederlands burgemeester.
Dekking was een zoon van Jacobus Gerard Dekking, Hervormd predikant in Krimpen aan de Lek, en Teuntje Flora de Gier. Hij werd in februari 1925 benoemd tot burgemeester van Bleskensgraaf en Hofwegen en burgemeester van Streefkerk. Hij was lid van de ARP. Tijdens de bezetting in de Tweede Wereldoorlog werd hij vervangen door een NSB-burgemeester. In 1963 ging hij met pensioen en ruim negen jaar later overleed hij op 74-jarige leeftijd.
Dekking was gehuwd met Elisabeth Hulshuizen (19 mei 1902 - 22 mei 1975)
In 1961 werd Dekking benoemd tot ridder in de Orde van Oranje-Nassau.